# Konstantín Rokossovski
Konstantín Konstantínovich Rokossovski (en ruso: Константи́н Константи́нович Рокоссо́вский; en polaco: Konstanty Rokossowski; 9 de diciembrejul./ 21 de diciembre de 1896greg.-3 de agosto de 1968) fue un militar que alcanzó el grado de  Mariscal de la Unión Soviética y República Popular de Polonia. Fue uno de los más prominentes comandantes de la Unión Soviética durante la Segunda Guerra Mundial, sobre todo tras la preparación y ejecución de la operación Bagratión.

## Biografía

### Infancia y juventud
No se conoce con certeza el lugar de nacimiento de Rokossovski, algunas fuentes no confirmadas afirman que nació en Varsovia, mientras que otras fuentes lo natalicia en el pequeño pueblo de Velikie Luki, cerca de Pskov, al norte de Rusia, mudándose su familia poco después de su nacimiento. La familia Rokossovski formaba parte de la antigua nobleza polaca, contando con muchos caballeros en su historia. 
Sin embargo, el padre de Konstantín, Ksawery Wojciech Rokossowski era un trabajador ferroviario, y su madre Antonina Ovsiánnikova era bielorrusa.  Huérfano a los 14 años, Rokossovski trabajó en una fábrica de calzado, para luego hacerse aprendiz de albañil. Años después, la propaganda comunista alegó que Rokossovski había ayudado a construir un importante puente de Varsovia. Deseando tener éxito en la Rusia zarista, Rokossovski rusificó su patronímico, de Ksaviérievich a Konstantínovich.

### Inicios en el ejército

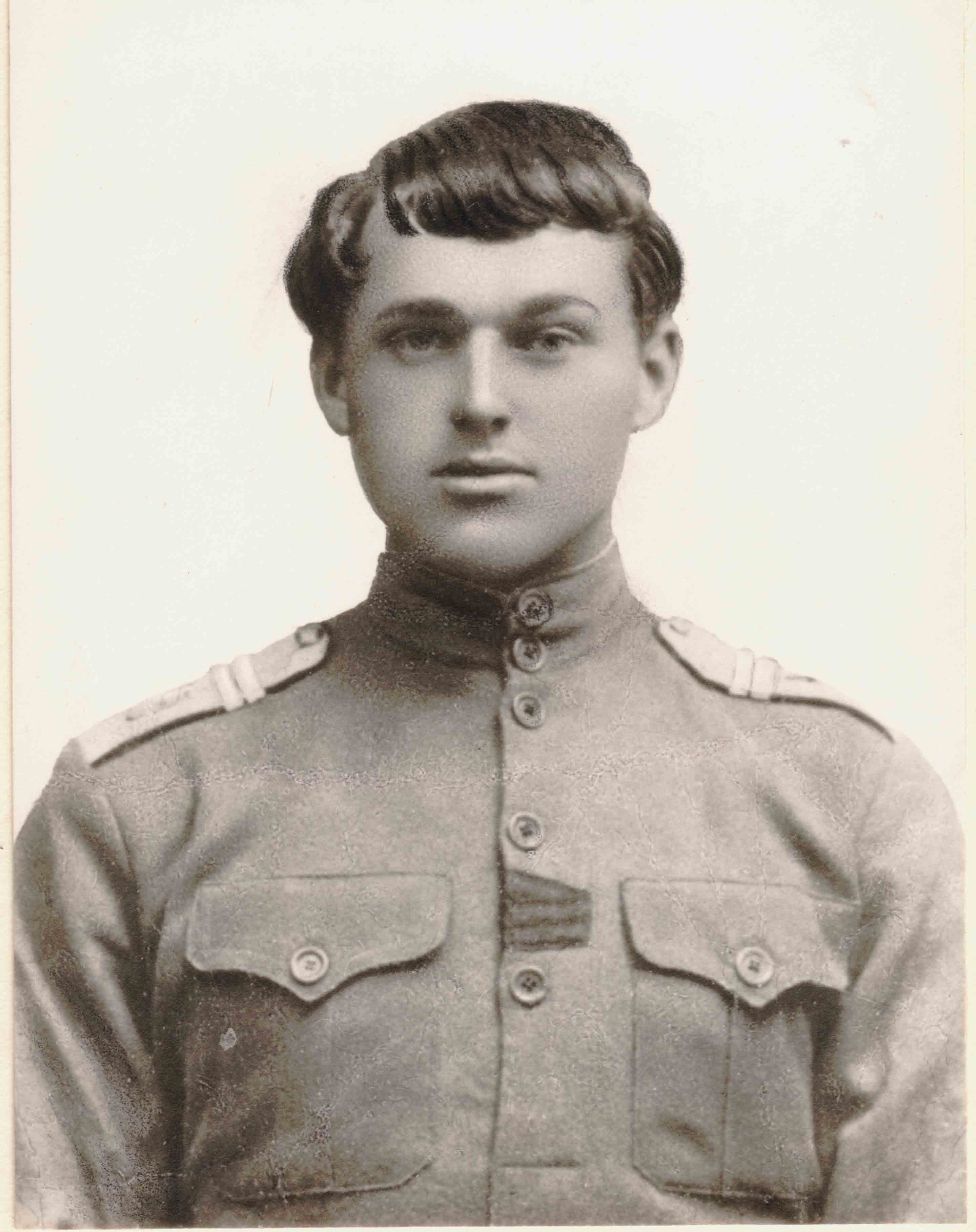
K. Rokossovski en 1916.

Cuando estalló la Primera Guerra Mundial, Rokossovski se alistó en el Ejército Ruso, sirviendo como suboficial en un regimiento de dragones. En marzo de 1918, Rusia salió de la guerra, y Rokossovski entró en el partido Bolchevique, para luego pasar al Ejército Rojo. Durante la guerra civil rusa alcanzó el rango de Comandante. En las campañas contra el Ejército Blanco de Aleksandr Kolchak, Rokossovski recibió la máxima condecoración bolchevique, la Orden de la Bandera Roja. En 1922, participó en la guerra polaco-soviética.
Al finalizar la guerra civil en Rusia, Rokossovski estudió en la Academia Militar Frunze y alcanzó el grado de Comandante de Caballería del Ejército Rojo. Durante la década de 1920, su división estuvo en Mongolia. En 1929, ayudó al gobierno de China a defender sus líneas férreas de los Señores de la guerra, líderes locales que controlaban vastas zonas del país.
En el inicio de la década de 1930, Rokossovski se dio cuenta del potencial de las fuerzas blindadas. Por ende, promovió la creación de grandes fuerzas de tanques. Sus ideas revolucionarias entraron en conflicto con la de los antiguos jefes militares, entre los que se encontraba Semión Budionni, quien favorecía a la tradicional caballería. Estos roces le apuntaron como potencial víctima de las futuras purgas estalinistas.
Rokossovski ostentó varios puestos importantes hasta 1937, cuando la Gran Purga de Stalin lo alcanzó, siendo acusado como otros muchos de «tener conexiones con cuerpos de inteligencia extranjera». Estuvo en un campo de trabajo del Gulag hasta marzo de 1940, cuando fue liberado sin aparente explicación, probablemente en preparación al inminente estallido de la guerra con Alemania. Fue enviado a un spa en Sochi en el mar Negro, y después de una breve charla con el mismo Stalin fue restaurado en su puesto de Comandante en la Región Militar de Kiev.

### Segunda Guerra Mundial
Cuando la Alemania Nazi invadió la Unión Soviética en junio de 1941, Rokossovski fue nombrado comandante del 16.º ejército estacionado en Smolensk. Durante los choques germano-soviéticos librados en el invierno de 1941 y 1942, Rokossovski participó en la defensa de Moscú, bajo el mando de Gueorgui Zhúkov.
Después fue transferido al Frente de Briansk, donde comandó el flanco derecho de las fuerzas soviéticas que retrocedían ante las tropas alemanas, que alcanzaron el Don y Stalingrado en el verano de 1942. Durante la sangrienta batalla de Stalingrado, Rokossovski comandó el Frente del Don y lideró la pinza norte del contraataque soviético que cercó al 6.º ejército alemán de Friedrich Paulus, destruyéndolo.

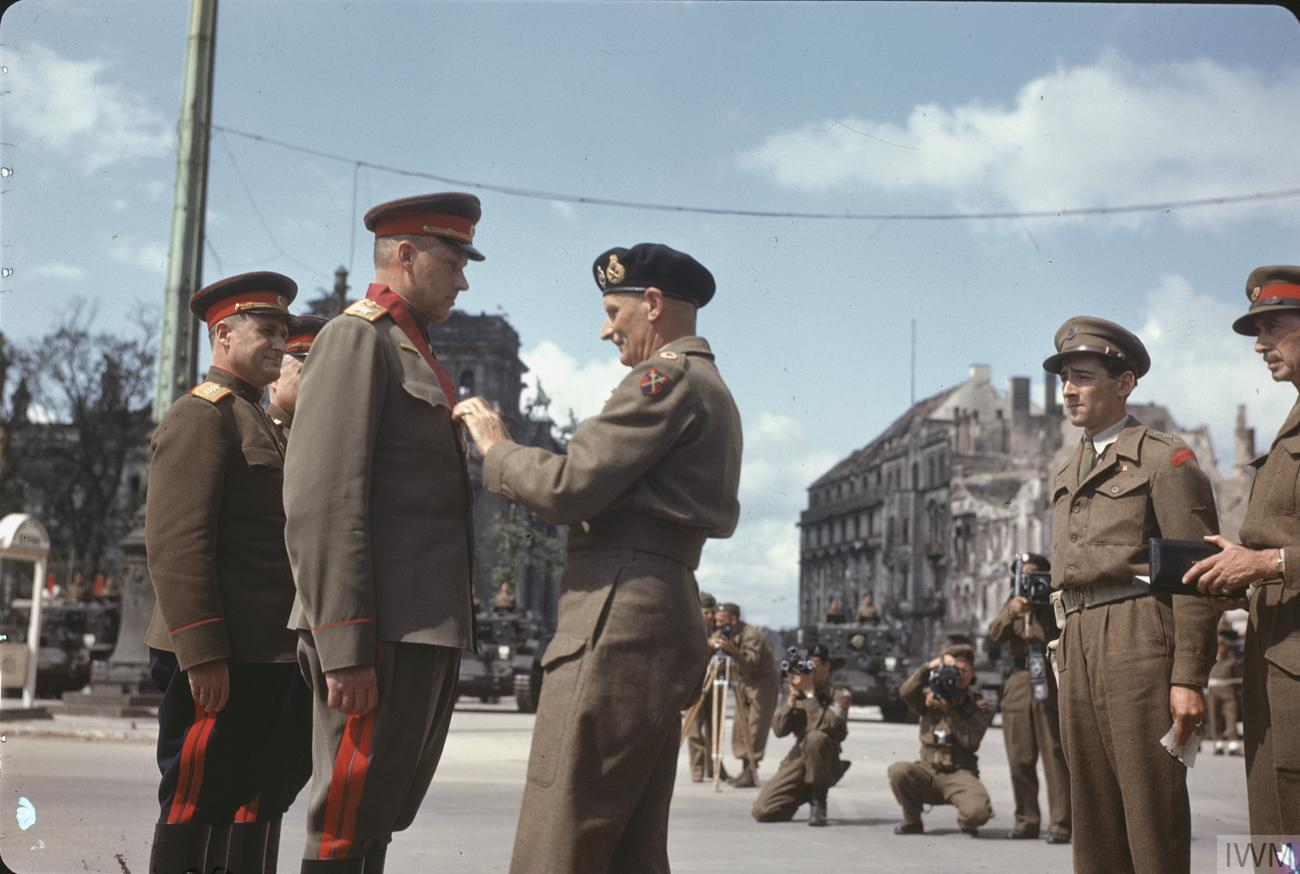
El mariscal Rokossovski es condecorado por el mariscal británico Montgomery en la Puerta de Brandeburgo de Berlín en 1945.

En 1943, se convirtió en comandante del Frente del Centro. Como tal Rokossovski condujo las operaciones defensivas de la batalla de Kursk, y luego lideró el contraataque que llevó al Ejército Rojo hasta Kiev. Transferido al Primer Frente Bielorruso, lo llevó desde Bielorrusia hasta Polonia. Uno de sus ayudantes era el también polaco Świerczewski, conocido como «General Walter» que había combatido en la guerra en España.
Un mito popular entre militares indicaba que en 1944, durante la planificación de la operación Bagratión, Rokossovski discutió con Stalin, ya que este deseaba que se quebrara el frente en un solo punto, mientras que Rokossovski insistía en atacar en pinza.
El alto mando soviético había aprobado el plan general de ataque de la operación Bagratión, pero existían fuertes diferencias de opinión entre los métodos específicos para su ejecución. Las fuerzas de Rokossovski, por ejemplo, tendrían que capturar o neutralizar la ciudad fortificada de Babruisk antes de que el brazo sur de la ofensiva avanzara hasta Minsk. Babruisk estaba situada en la orilla norte de los inmensos pantanos del Prípiat, y los vehículos acorazados únicamente podían pasar por estrechos caminos de tierra firme. Rokossovski defendía que las condiciones de los pantanos del Prípiat exigían un ataque en forma de pinza sobre Babruisk. Esto iba en contra de la doctrina táctica soviética del momento, que consistía siempre en iniciar las ofensivas con un solo ataque.
La táctica heterodoxa de Rokossovski fue el centro de una fuerte discusión en la reunión de Moscú del alto mando soviético el 22 de mayo de 1944. Rokossovski presentó un detallado y minucioso plan, enumeró sus ventajas a Stalin y a los miembros del Comité de Defensa del Estado soviético, incluidos el ministro de Asuntos Exteriores Viacheslav Mólotov y el secretario del Comité Central Gueorgui Malenkov. La idoneidad de su plan se demostró con su éxito en el campo de batalla, y la reputación de Rokossovski aumentó. Después de hacer retroceder al Grupo de Ejércitos Centro alemán, llegó a la orilla este del Vístula, frente a Varsovia, a mediados de 1944. Por estas victorias fue ascendido a Mariscal de la Unión Soviética.

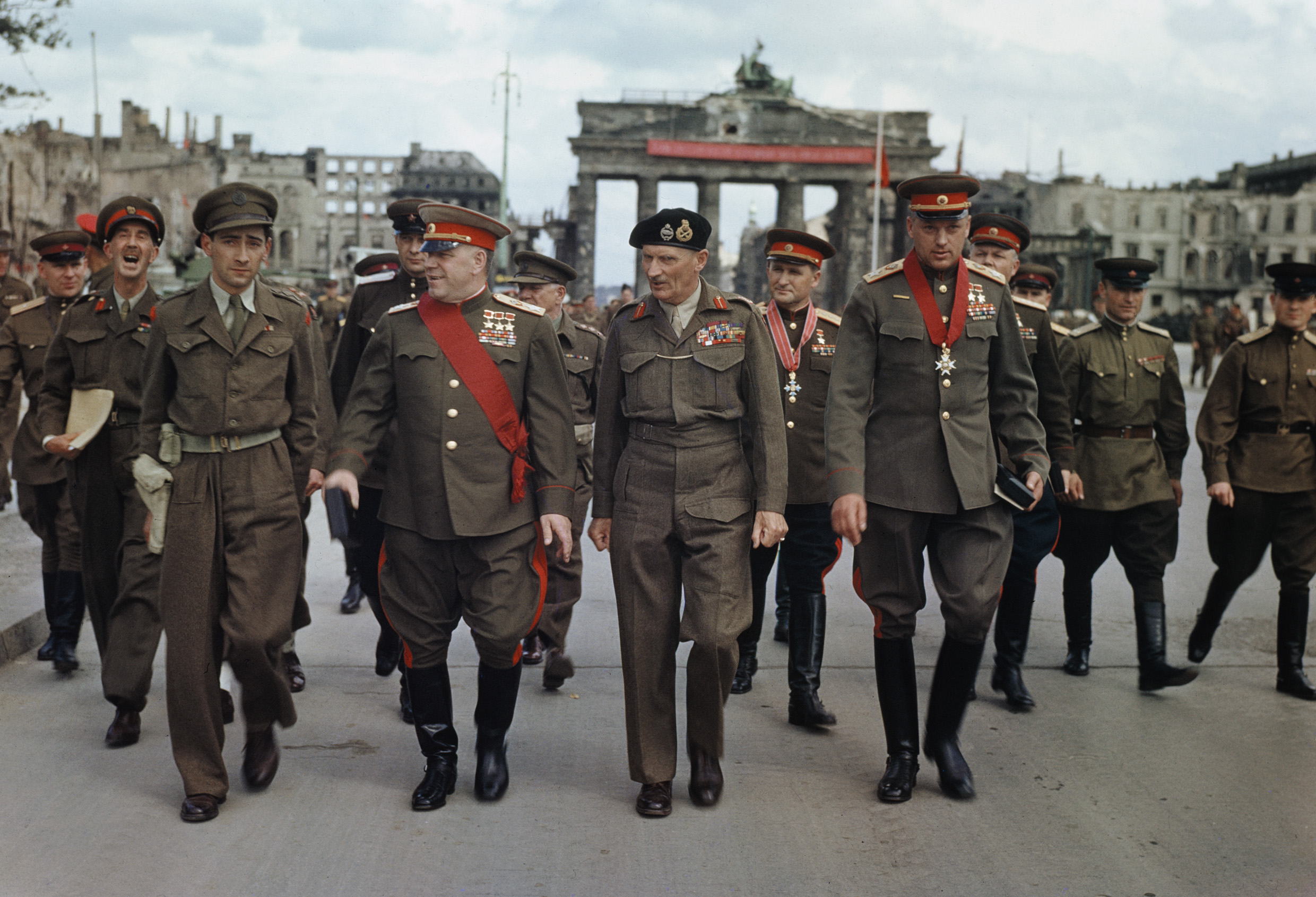
Rokossovski junto a Zhúkov, Montgomery, Sokolovski y Malinin después de su condecoración en la Puerta de Brandeburgo (1945)

Coincidiendo con la llegada de Rokossovski al Vístula, se produjo el Alzamiento de Varsovia (agosto-octubre de 1944) por la Armia Krajowa de la resistencia polaca, que no obedecía a los soviéticos, sino al Gobierno de Polonia en el exilio, ubicado en Londres. Previendo Stalin que la intención de este alzamiento era restablecer el gobierno exiliado de Londres en el poder, evitando la implantación de un gobierno comunista, ordenó a Rokossovski que se detuviera hasta que las fuerzas alemanas aplastaran el levantamiento polaco.[cita requerida] Su ayuda a la insurrección de Varsovia solo fue testimonial. Además objetó que los aliados occidentales arrojaran suministros a los rebeldes en Varsovia. Si bien Rokossovski obedeció la orden, fuentes no oficiales aseguraron que no compartía el mismo punto de vista de Stalin.
En enero de 1945, Varsovia fue tomada por el Ejército Rojo y Rokossovski transferido al 2.º Frente Bielorruso, que avanzó hasta Prusia oriental y luego cruzó Polonia por el norte hasta la desembocadura del Oder en Stettin (actual Szczecin). A finales de abril, sus tropas se encontraron con las del Mariscal de Campo inglés Bernard Montgomery en el norte de Alemania, mientras que las fuerzas de Zhúkov e Iván Kónev capturaban Berlín. 
El 24 de junio de 1945, el Mariscal de la Unión Soviética Konstantín Rokossovski, junto a Gueorgui Zhúkov, comandó el histórico Desfile de la Victoria de Moscú, en la Plaza Roja.

### Posguerra

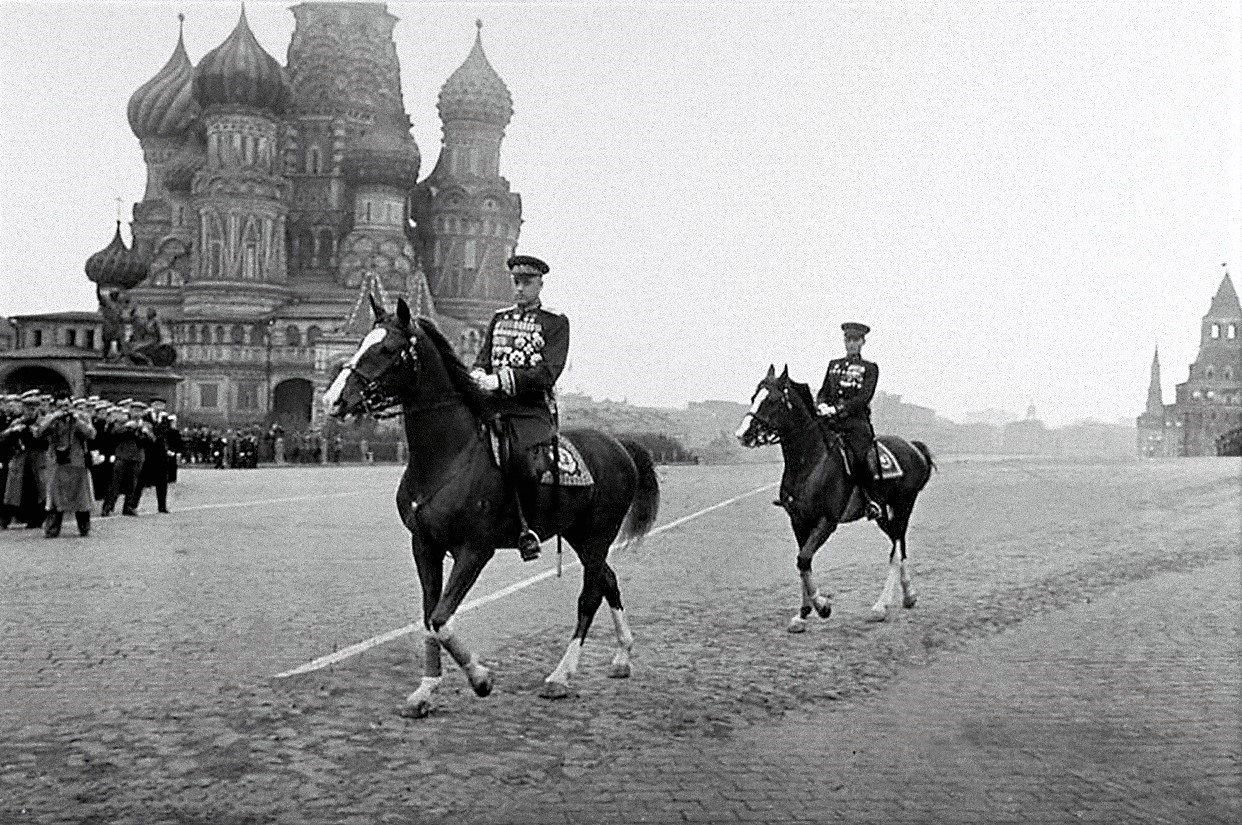
Comandante del desfile de la victoria de Moscú, Mariscal de la Unión Soviética Konstantin Rokossovski.

Al finalizar la guerra, Rokossovski permaneció al mando de las tropas del norte de Polonia y Alemania. En octubre de 1949, con el establecimiento de un gobierno comunista en Polonia, Rokossovski, solicitó el cargo de ministro de Defensa Nacional, junto con el título de Mariscal de Polonia. Esto coincidió con una campaña soviética para inundar el ejército polaco con oficiales soviéticos, controlando de esta manera todas las unidades militares de Polonia.
En 1952, se convirtió en Secretario del Consejo de Ministros de Polonia. Aunque Rokossovski oficialmente era polaco, llevaba 35 años fuera del país, por lo que la mayoría de los polacos lo consideraban un soviético. El hecho de que no hablara bien el polaco y se dirigiera casi siempre a sus tropas en ruso, no ayudó a cambiar esa imagen. Rokossovski comentó una vez: «En Rusia, me llaman polaco, en Polonia me llaman ruso».
Rokossovski estuvo a cargo de la represión del movimiento independentista polaco, así como de la implementación del estalinismo en el ejército polaco. Como comandante de dicho ejército introdujo variados métodos cuyo objetivo era reprimir la actividad antisoviética. Uno de estos era reclutar a todos los hombres que no tuvieran una posición política definida o tuvieran familia en el exterior para colocarlos en batallones de trabajo del ejército. Se calcula que unos 200 000 fueron obligados a trabajar en campos de trabajo bajo severas condiciones, en canteras, minas de carbón y de uranio, donde por lo menos mil personas murieron en el primer año, mientras que decenas de miles quedaron imposibilitados para trabajar por incapacidad adquirida. Esta represión también alcanzó a los exsoldados del ejército polaco y a los del Armia Krajowa.
En 1956, durante las protestas de Poznań contra la ocupación soviética, Rokossovski envió unidades militares a reprimir la revuelta. De esta manera 10 000 soldados y 360 tanques se enfrentaron a los civiles, matando, según cifras oficiales, a 74 de estos.

Cuando comunistas reformistas bajo el liderazgo de Władysław Gomułka intentaron alcanzar el poder en Polonia ese mismo año, Rokossovski viajó a Moscú y pidió a Nikita Jrushchov que usara la fuerza contra este intento. Sin embargo, Gomułka logró llegar a un arreglo con el régimen soviético, y Rokossovski dejó Polonia. De nuevo en la Unión Soviética, en julio de 1957, Jrushchov lo designó ministro de Defensa y Comandante del Distrito Militar de Transcaucasia. En 1958, se convirtió en Inspector en Jefe del Ministerio de Defensa, cargo que conservó hasta su retiro en abril de 1962.

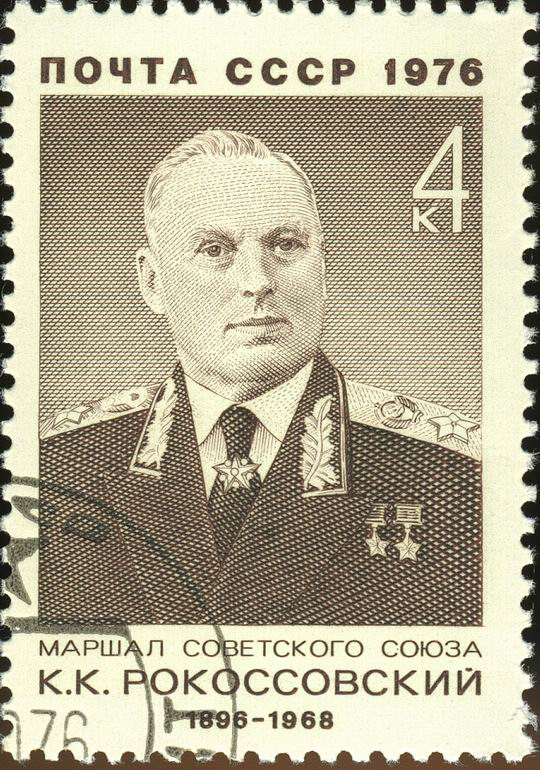
Rokossovski (1976).

Konstantín Konstantínovich Rokossovski murió en agosto de 1968, a los 71 años, y fue enterrado en la Plaza Roja de Moscú, en la Necrópolis de la Muralla del Kremlin.

## Promociones
- Komdiv, (26 de noviembre de 1936)
- Mayor general, (4 de junio de 1940)
- Teniente general, (14 de julio de 1941)
- Coronel general, (15 de enero de 1943)
- General del ejército, (28 de abril de 1943)
- Mariscal de la Unión Soviética, (29 de junio de 1944)
- Mariscal de Polonia, (2 de noviembre de 1949)[7]

## Condecoraciones

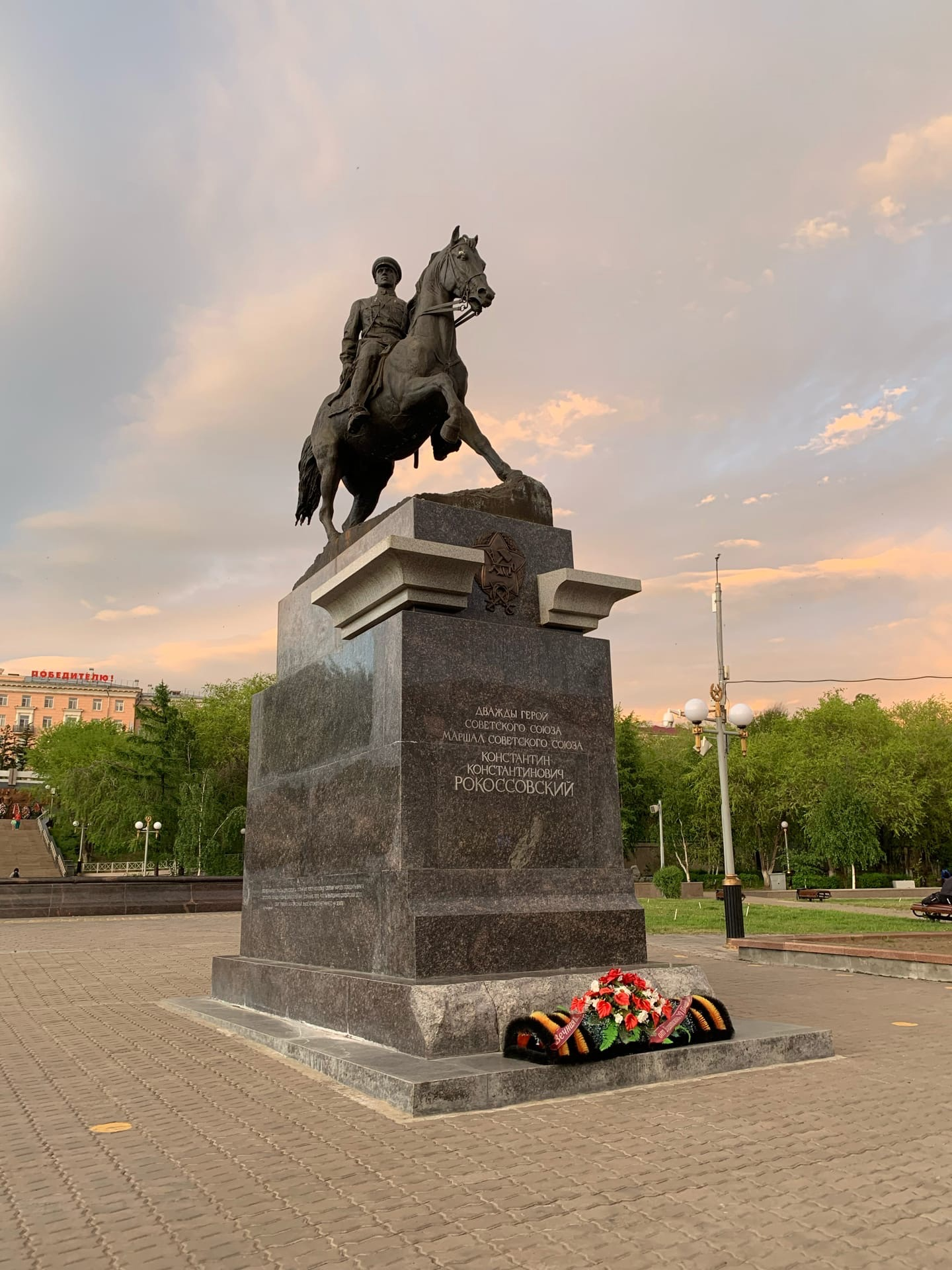
Monumento al mariscal de la Unión Soviética Konstantin Rokossovski en Ulán-Udé, Rusia

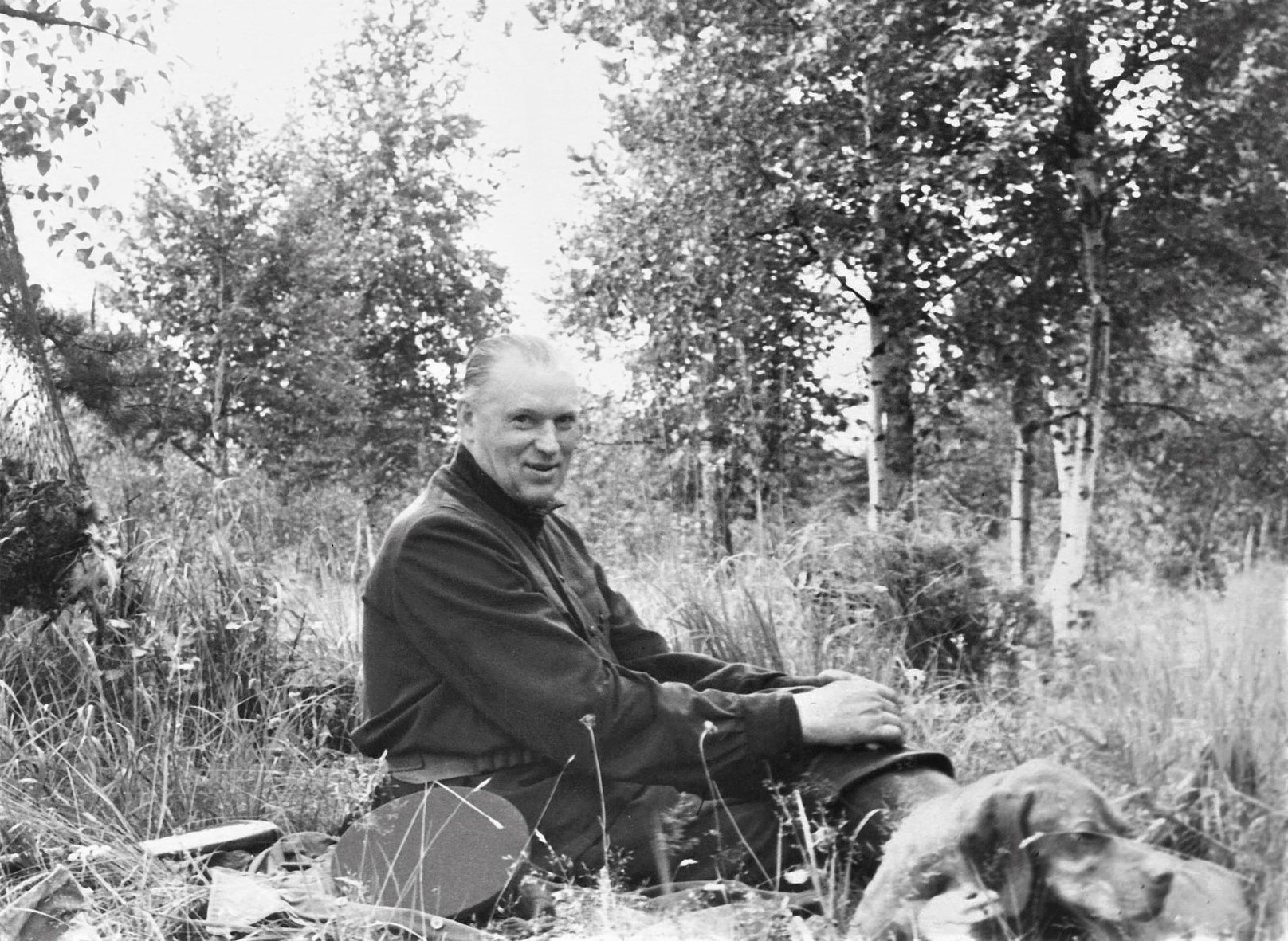
Konstantin Rokossovsky en su vejez (circa.1960)

Konstantín Konstantínovich Rokossovski recibió las siguientes condecoraciones soviéticas
- Héroe de la Unión Soviética, dos veces
- Orden de la Victoria N.º 4 (1945)
- Orden de la Bandera Roja, siete veces
- Orden de Lenin, siete veces
- Orden de la Revolución de Octubre.
- Estrella de Mariscal de la Unión Soviética.
- Orden de Suvórov 1.ª Clase
- Orden de Kutúzov 1.ª Clase
- Medalla por la Liberación de Varsovia
- Medalla por la Defensa de Kiev
- Medalla por la Defensa de Moscú
- Medalla por la Defensa de Stalingrado
- Medalla por la Conquista de Königsberg
- Medalla de la victoria sobre Alemania en la Gran Guerra Patriótica 1941-1945
- Medalla del 20.º Aniversario del Ejército Rojo de Obreros y Campesinos
- Medalla del 30.º Aniversario de las Fuerzas Armadas de la URSS
- Medalla del 40.º Aniversario de las Fuerzas Armadas de la URSS
- Medalla del 50.º Aniversario de las Fuerzas Armadas de la URSS
- Medalla Conmemorativa del 20.º Aniversario de la Victoria en la Gran Guerra Patria de 1941-1945
- Medalla Conmemorativa del 800.º Aniversario de Moscú
- Arma de honor: espada con el emblema nacional dorado de la Unión Soviética (1968)
- Cruz de San Jorge, 4.º clase (Imperio ruso)

Además recibió las siguientes condecoraciones extranjeras:
- Caballero Comandante Honorario, Orden del Baño (Reino Unido, 1945)
- Gran Oficial de la Legión de Honor (Francia, 1945)
- Cruz de Guerra 1939-1945, (Francia, 1945)
- Orden de Sukhbaatar (Mongolia, 1961)
- Orden de la Bandera Roja (Mongolia, 1943)
- Comandante en Jefe de la Legión al Mérito (EE. UU, 1946)
- Orden de los Constructores de la Polonia Popular (Polonia, 1951)
- Gran Cruz de la Orden Virtuti Militari (Polonia, 1945)
- Medalla por Varsovia 1939-1945 (Polonia, 1946)
- Orden de la Cruz de Grunwald, 1.ª Clase, (Polonia, 1945)
- Medalla por el Oder, Neisse y el Báltico (Polonia, 1946)
- Medalla de la Victoria y la Libertad 1945, (Polonia, 1946)
- Medalla de la Libertad del Rey Christian X, (Dinamarca, 1947)
- Medalla de la Amistad Chino-Soviética (República Popular China, 1956)